# アグウェ王国
アグウェ王国（アグウェおうこく）またはアグウェのエウェ国家は、エウェ人にやって建国された、現在のベナンとトーゴにまたがるアフリカの王国であった。1812年、アグウェ王国の領土はフランスとドイツに分割された。フランスは1895年に保護領を設立し、ドイツは1896年に設立した。王国は廃止させられたが、フランスとドイツは1901年に王国を再建した。アグウェ王国は最終的に1949年、廃止が決定的となった。

## アグウェのエウェ国家の支配者リスト
| 在位期間         | 在位者                                 | 備考                                   |
| ---------------- | -------------------------------------- | -------------------------------------- |
| 1812年           | アグウェの建国                         | アグウェの建国                         |
| 1812年から1821年 | コムラガン                             |                                        |
| 1821年から1833年 | カトラヤ                               |                                        |
| 1833年から1834年 | アグヌ                                 |                                        |
| 1834年から1844年 | トジ                                   |                                        |
| 1844年から1846年 | コポントン一世アヴンベ                 |                                        |
| 1846年から1858年 | ハント・トナ                           |                                        |
| 1858年から1873年 | ソジ・コミン・アギディ                 |                                        |
| 1873年から1889年 | アタンレ                               |                                        |
| 1889年から1894年 | アロンコ・ブティイィ                   |                                        |
| 1894年から1895年 | クワシヘラ・ディオゴ                   |                                        |
| 1895年           | フランスに併合                         | フランスに併合                         |
| 1901年           | フランスとドイツの植民地当局による再建 | フランスとドイツの植民地当局による再建 |
| 1901年から1930年 | アバロ・バジャヴィ                     |                                        |
| 1930年から1935年 | コフィ・ティトリウェ                   |                                        |
| 1937年から1945年 | アウグスティノ・オリンピオ             |                                        |
| 1946年から1949年 | コポントン二世                         |                                        |